# Георг Штуме
Георг Штуме (Халберштат, 29. јул 1886. — Ел Аламејн, Египат, 24. октобар 1942) је био немачки генерал из периода Другог светског рата.

## Војна каријера
Георг Штуме је започео војну каријеру ступањем у немачку армију 19. марта 1906. године, као војник 2. горњошлеског пука пољске артиљерије број 57. У чин поручника унапређен је већ 16. августа 1907.
Почетком Првог светског рата, у који је ушао је као четни ађутант, након кратког времена проведеног на фронту бива рањен. По опоравку награђен је прекомандом у Генералштаб и упућен на обуку за генералштабног официра. Крај рата дочекао је као први штапски официр дивизије. И после ратног пораза и пада Немачког царства 1918. Штуме је остао у армији. У периоду између 1918. и 1931. године био је на различитим дужностима. Године 1931, као потпуковник постављен је на место команданта 1. пруског коњичког пука у Тилзиту, а 1935. као пуковник именован је наследником Ериха Хепнера као највиши коњички заповедник у Источној Пруској. Генерал-мајор је постао 1936, а генерал-потпуковник 1938. године када је и добио команду над 2. лаком дивизијом.

## Други светски рат
Почетак рата, 1. септембра 1939. године затекао га је на месту команданта 2. лаке дивизије Вермахта на граници Пољске. Предводио је ову јединицу током целе пољске кампање. Услед недостатака у организацији уочених током свог првог ратног похода дивизија је октобра 1939. реорганизована у 7. оклопну дивизију, која се касније, током рата на западу Европе, у Француској, прославила и добила надимак „Дивизија духова“. Почетком 1940. године, 5. фебруара, Штуме је команду над дивизијом предао тада још увек генерал-мајору Ервину Ромелу и преузео команду над XXXX армијским корпусом. У чин генерала коњице унапређен је 1. јуна 1940. године.
Фебруара 1941. године XXXX армијски корпус је пребачен у Бугарску у склопу немачких припрема за операцију „Марита“, односно напад на Грчку. Током балканске кампање у пролеће 1941. Штуме је успешно водио свој корпус, који је тада био у саставу немачке 12. армије, против југословенских, грчких и британских снага на територији Краљевине Југославије и Грчке.
Од самог почетка операције „Барбароса“ и немачког напада на Совјетски Савез, XXXX армијски корпус био је под командом групе армија „Центар“ фелдмаршала фон Бока где су се Штуме и његови људи посебно истакли 18. септембра приликом заузимања руског града Можајска. У јеку московске битке, 6. септембра 1941. XXXX армијски корпус је у ходу попуњен и преименован у XXXX оклопни копрус. Након пораза под Москвом Штуме је пребачен на стаљинградски правац где су немачке снаге напредовале са циљем заузимања Стаљинграда.
Јуна 1942. године совјетске снаге су успеле да се домогну неких тајних немачких ратних планова, за шта је Хитлер оптужио лично генерала Штумеа. Војни суд га је прогласио кривим и осудио на казну од пет година затвора. Међутим, на интервенцију фелдмаршала Федора фон Бока, под чијом командом је прошао многа бојишта Другог светског рата, Штуме је ослобођен оптужби и пуштен на слободу.
Недуго по овом немилом догађају који је могао представљати крај његове војне каријере, генерал Штуме је послат у северну Африку, да се прикључи Афричком корпусу. У Ромеловом одсуству, после две и по године откад је био његов надређени командант, Штуме је 22. септембра 1942. године преузео команду над немачком оклопном армијом „Африка“. Био је то веома деликатан тренутак за немачко-италијанске снаге у овом делу света, с обзиром да су Британци били у завршној фази припрема за велику противофанзиву која је била само почетак протеривања снага сила Осовине, прво из Египта, а потом и из целе северне Африке. Само један дан након што је почела битка, познатија као Друга битка код Ел Аламејна, 24. октобра 1942. године, током ваздушног бомбардовања, Штуме је доживео срчани удар и преминуо у свом штабу. Степен хаоса који је настао у немачким редовима приликом британског напада верно осликава и чињеница да његово тело Немци нису успели ни достојно да сахране.

## Унапређења
- Поручник, 16. август 1907.
- Потпуковник, 1. фебруар 1931.
- Пуковник, 1. август 1933.
- Генерал-мајор, 1. август 1936.
- Генерал-потпуковник, 1. април 1938.
- Генерал коњице, 1. јун 1940.
- Генерал оклопних трупа, 4. јун 1941.

## Командне дужности
- 2. лака дивизија (од 18. октобра 1939. 7. оклопна дивизија), 1. октобар 1938. — 15. фебруар 1940.
- XXXX армијски корпус (од 6. септембра 1941. XXXX оклопни копрус), 15. фебруар 1940. — 16. јануар 1942. и 16. јануар 1942. — 20. јул 1942.
- Оклопна армија „Африка“, 20. септембар 1942. — 24. октобар, 1942.

## Одликовања
- Гвоздени крст II и I класе
- Витешки крст Гвозденог крста, 19. јул 1940.